# Oreopholus ruficollis
Oreopholus ruficollis е вид птица от семейство Charadriidae, единствен представител на род Oreopholus.

## Разпространение
Видът е разпространен в Аржентина, Боливия, Бразилия, Еквадор, Перу, Уругвай и Чили.